# Siphocampylus glaber
Siphocampylus glaber är en klockväxtart som beskrevs av Mcvaugh. Siphocampylus glaber ingår i släktet Siphocampylus och familjen klockväxter.
Artens utbredningsområde är Kuba. Inga underarter finns listade i Catalogue of Life.